# بيشوب (مارفل كومكس)
بيشوب هو شخصية خيالية في مارفل كومكس،ظهرت الشخصية لأول مرة في نوفمبر 1991.